# Dario Šimić
Dario Šimić je bivši hrvatski fudbaler. Svoju karijeru je počeo u 1992. u Dinamu iz Zagreba. U dresu Dinama imao je 140 nastupa i postigao je 14 golova. Na Svetskom prvenstvu u Francuskoj je primijećen je njegov talenat i odmah posle prvenstva ponudio mu je ugovor Inter Milan. On ga je potpisao i u Interu je ostao do 2002. U dresu Intera je imao 66 nastupa i postigao je 3 gola. Zatim ga je kupio AC Milan, a na njegovo mjesto došao je turski igrač Ümit Davala. U dresu „Rosonera“ je imao 79 nastupa i do sada je postigao jedan gol. Dario je unuk poznatog hajduka Andrijice Šimića.

## Spoljašnje veze
- Dario Šimić na veb-sajtu  (jezik: engleski)
- Dario Šimić na veb-sajtu Transfermarkt (jezik: engleski)
- Dario Šimić na veb-sajtu WorldFootball.net (jezik: engleski)